# 余翺
余翺（1476年—？），字大振，直隸鳳陽府定遠縣（今安徽省定遠縣）人，匠籍，明朝政治人物。正德辛未進士，嘉靖初年官監察御史，因大禮議事件戍邊。

## 生平
正德二年（1507年）丁卯科應天府鄉試第七名，正德六年（1511年）辛未科進士。授河南衛輝府汲縣知縣，調山東歷城縣，嘉靖二年（1523年），升為監察御史，曾經彈劾司禮太監張佐。次年，因大禮議事件，與王時柯等被貶戍邊。十四年后，釋放歸還。明穆宗繼位后，兩人均追復官職。

## 家族
曾祖父余道通；祖父余敏；父親余□。母章氏。具慶下。